# معنویت عصر نو

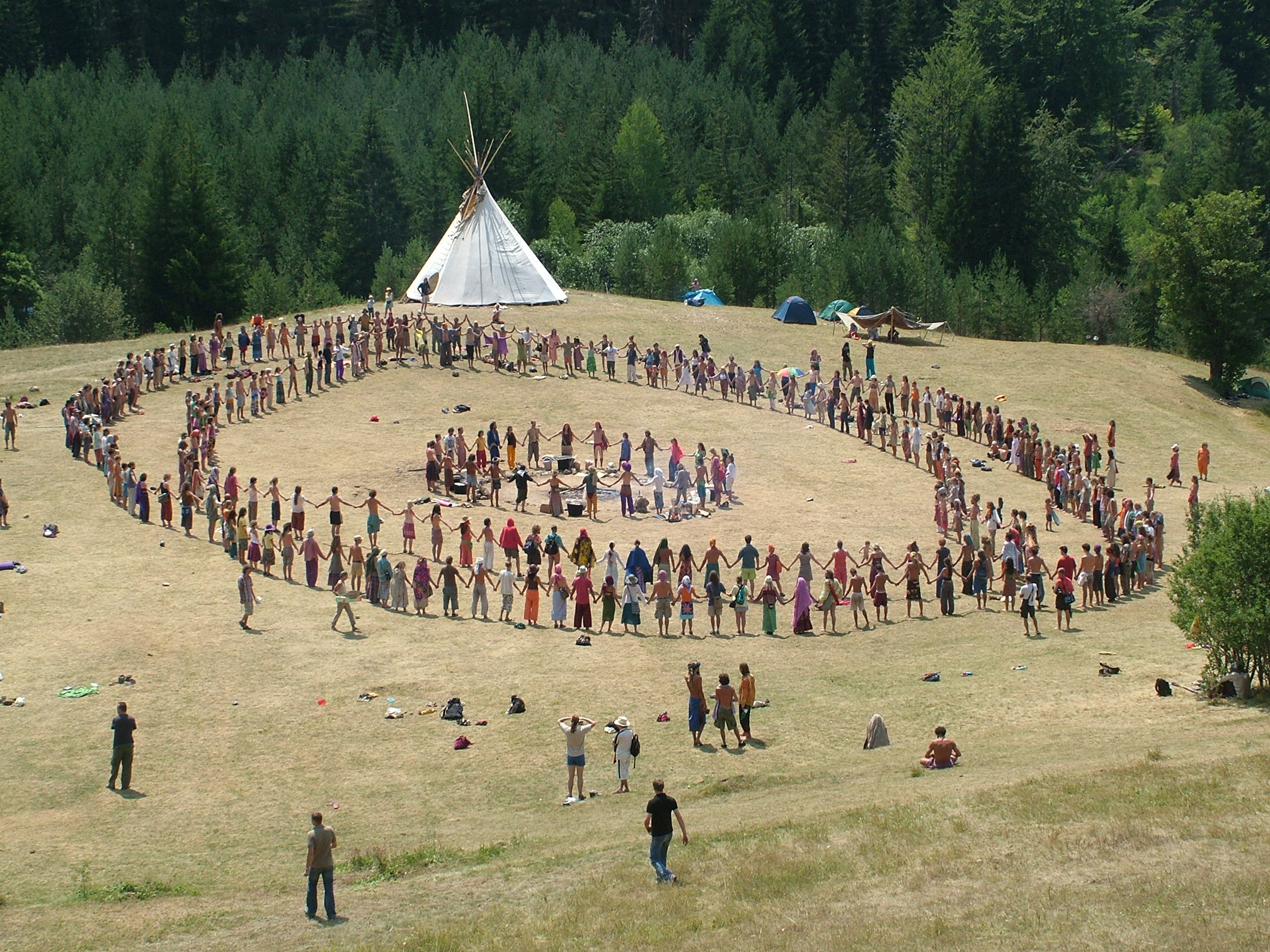
گردهمایی رنگین‌کمان در بوسنی در سال ۲۰۰۷

معنویت عصر نو یا عصر جدید به مجموعه‌ای از عقاید و رسوم معنوی و مذهبی گفته می‌شود که در دهه ۱۹۷۰ (میلادی) در جهان غرب گسترش یافت. به دلیل ماهیت التقاطی این جنبش، به‌سختی می‌توان تعریف دقیق و جامعی از آن ارائه داد. بسیاری از پژوهشگران این حوزه از این پدیده با عنوان «جنبش عصر نو» یاد می‌کنند. اما برخی دیگر این اصطلاح را به دلیل اینکه حس اشتباه همگن بودن را به آن می‌بخشد به چالش کشیده‌اند.
جنبش عصر نو، گونه‌ای باطن‌گرایی غربی است و عمیقاً متأثر از سنت‌های قدیمی‌تر باطنی است. به ویژه آنانی که خود از علم غیب رایج در سده ۱۸ (میلادی) نشأت گرفتند. آثار امانوئل سویدنبرگ و فرانتس مسمر، نظریات معنویت‌گرایی، فرقهٔ اندیشه نو، و انجمن تئوسوفی از جمله جریانات تأثیرگذار و شایع غیب‌باوری بودند. برخی از جنبش‌های میانه سده ۲۰ (میلادی) چون آیین یوفو دهه ۱۹۵۰ (میلادی)، پادفرهنگ دهه ۱۹۶۰، و جنبش قابلیت انسانی نیز تأثیر قابل ملاحظه بر تکوین جنبش عصر نو داشتند. خاستگاه‌های اصلی جنبش دقیقاً معلوم نیست ولی اتفاق نظر بر آن است که در دهه ۱۹۷۰ (میلادی) به مرکزیت بریتانیا رشد کرد و دهه ۱۹۸۰ (میلادی) و دهه ۱۹۹۰ (میلادی) به شدت و به‌ویژه در آمریکا گسترش یافت.